# Miracle (Julian Perretta)
Miracle is een nummer van de Britse zanger Julian Perretta uit 2016. Het is de eerste single van zijn tweede studioalbum Karma.
De beat in het nummer werd verzorgd door de Belgische dj Lost Frequencies. Het nummer werd een hit in diverse Europese landen. In de Vlaamse Ultratop 50 haalde het de 21e positie. In Nederland en in Perretta's thuisland het Verenigd Koninkrijk deed het nummer niets in de hitlijsten.